# Американська казка (фільм)
«Американська казка» (англ. An American Carol) — кінофільм 2008 року, комедія режисера Девіда Цукера.

## Сюжет
Головним героєм фільму є ліберальний режисер Майкл Малун, образ якого напряму пародіює американського кінодокументаліста і політичного коментатора Майкла Мура. Малун ненавидить Америку і виступає за відміну дня незалежності. Напередодні демонстрації йому з'являється дух Джона Кеннеді (зайшовши в кімнату Малуна прямо з екрану телевізора) і повідомляє, що йому з'являться три духи. Пізніше починається видозмінена історія Ебінейзера Скруджа Ч. Діккенса за тим винятком, що головною темою її стає не Різдво, а 4 липня.

## Реакція Мура
5 вересня 2008 року Майкл Мур був запрошений на шоу Ларрі Кінга, під час якого йому був показаний уривок з фільму Цукера (в якому Майкл Малун, лежачи на ліжку і попиваючи зі склянки Big Gulp, дивиться по телевізору виступ Кеннеді). Мур заявив, що він не схожий на себе і пожартував, що надіявся, нібито його зіграє Вігго Мортенсен. Коли Кінг запитав його думку про фільм, Мур знизив плечима і сказав, що надіється, що кіно буде смішним.

## В ролях
- Кевін Фарлі
- Келсі Греммер
- Леслі Нільсен
- Денніс Хоппер
- Джеймс Вудс
- Роберт Даві
- Камілла Греммер